# Gangrena de Fournier
La gangrena de Fournier és un tipus de fasciïtis necrosant o gangrena que afecta el perineu. Es produeix amb freqüència en els homes d'edat avançada, però també pot ocórrer en dones i nens. És més probable que passi en diabètics, alcohòlics, o amb persones amb trastorns del sistema immunitari.
Aproximadament un de cada 62.500 homes es veu afectat cada any. Els homes es veuen afectats unes 40 vegades més sovint que les dones. Va ser descrita per primera vegada per Baurienne en 1764 i porta el nom d'un venereòleg francès, Jean Alfred Fournier, després de cinc casos que es presenten en conferències clíniques el 1883.